# Charles Barrier
Charles Barrier (* 30. April 1916 in Cinq-Mars-la-Pile, Département Indre-et-Loire; † 25. November 2009 in Saint-Cyr-sur-Loire, Indre-et-Loire) war ein französischer Koch und Gastronom. Für seine Kochkunst wurde er mit dem Preis als Bester Handwerkskünstler Frankreichs (Meilleur Ouvrier de France) und mit drei Michelin-Sternen ausgezeichnet. Zu seinen Gästen zählten zahlreiche prominente Personen, unter ihnen Georges Pompidou und Michel Debré.

## Leben
Charles Barrier war eines von acht Kindern einer Winzerfamilie. Mit 12 Jahren begann er eine Lehre als Konditor (Pâtissier). Danach wechselte er in die Restaurantküche und begann eine Ausbildung in Langeais, die er im Restaurant Chez Bouzy in Tours fortsetzte. In den Pariser Restaurants von Lucas Carton und im Chez Larue, wo der damalige Chefkoch Edouard Nignon 1919 für den amerikanischen Präsidenten Woodrow Wilson gekocht hatte, vertiefte er sein Können. Später arbeitete er in weiteren renommierten Hotels in Paris und in Monte Carlo sowie im Majestic in Vichy.
Nach Kriegsende investierte Charles Barrier seine bescheidenen Ersparnisse in den Kauf eines Restaurants am rechten Ufer der Loire in Tours. Das Haus lag, wie große Teile der Stadt, in Trümmern; es handelte sich lediglich um eine Holzbaracke mit einem originellen Aushängeschild. Er nannte es zunächst Le Nègre, später Chez Barrier. 1955 erhielt er seinen ersten Michelin-Stern. Sein Restaurant mit der Adresse 101, rue de la Tranchée war gut besucht.
1958 nahm er am Wettbewerb Meilleur Ouvrier de France teil und gewann ihn auf Anhieb bei dieser ersten Teilnahme. 1960 und 1968 folgten der zweite und der dritte Michelin-Stern.
In jenen Jahren wurde er zum Leitbild für Joël Robuchon, später einer der bekanntesten Spitzenköche der folgenden Generation. 1983 verabschiedete er sich von seinen Kunden, änderte dann aber seinen Entschluss und führte das Restaurant fort. In dieser Zeit geriet er mit den Steuergesetzen in Konflikt. Ein Verfahren gegen ihn wurde eröffnet; es endete mit der Verurteilung zu einer hohen Steuerstrafe. 1990 kam es zu Reibereien mit einem anderen Großen seiner Zunft, Jean Bardet, der wenige hundert Meter vom Chez Barrier sein Restaurant eröffnet hatte und der von ähnlich lebhaftem Temperament war wie Barrier selbst.
1996, im Alter von 80 Jahren, gab Charles Barrier sein Restaurant auf und zog sich endgültig aus dem Berufsleben zurück. Sein Restaurant wurde von Hervé Lussault übernommen, der inzwischen auch seinen ersten Michelin-Stern erworben hat.

## Kochkunst
Joël Robuchon würdigte Charles Barrier für seine Hingabe an die Arbeit, seine Fähigkeit, eine lebendige Küche zu schaffen, bei der die souveräne Kontrolle von Geschmack und Aroma wichtiger war als die rein handwerkliche Technik. Barrier war misstrauisch gegenüber kulinarischen Moden und Stilübungen.
Barrier war der erste Restaurantchef, der zu den Menus sein eigenes Brot buk und der seine Foie gras und seinen Räucherlachs selbst herstellte. Mit außergewöhnlicher Kunstfertigkeit stellte er „das beste Brot, den besten Räucherlachs und die beste Foie gras der Welt“ her, lobte Robuchon anlässlich des Todes seines älteren Kollegen.
Dem Brot widmete er besondere Aufmerksamkeit und Aufwand. Er behandelte es nicht als bloße Beigabe, sondern als zentralen Bestandteil der Komposition eines Menüs. Zu seiner Küche gehörten ein eigener Gärraum für den Teig und ein Brotbackofen. Er hielt stets mindestens drei Sorten Brot bereit. Die Hauptrolle spielte ein Sauerteigbrot, das aus 5 % Roggen bestand. Die Zubereitung dieses Brotes erstreckte sich über 36 Stunden. Es war hellgrau, schmeckte ein klein wenig säuerlich und war bei den Kunden so begehrt, dass er jeden Tag davon außer Haus verkaufte. Des Weiteren stellte er ein reines Weizenbrot her, das sowohl Hefe als auch Sauerteig enthielt. Dieses Brot, sein Pain du jour, stellte er in den Morgenstunden her, am gleichen Tag, an dem es verzehrt wurde. Eine dritte von ihm erfundene Brotsorte, die bei seinen Gästen sehr begehrt war, war ein weiches Brot, in der Konsistenz einem Toastbrot ähnlich, zu dessen Teig jedoch etwas Butter gehörte. Barrier selbst betrachtete dieses Brot als Feingebäck (viennoiserie).
Zur Stopfleber servierte Barrier dieses Weichbrot, weil es von zartem Geschmack war, ohne herbe Rinde, und so die Foie Gras sehr gut zur Geltung kam. Zu hellen Soßen reichte er helles Brot mit knuspriger Kruste, während zu dunklen Soßen seiner Auffassung nach sein herbes Brot mit Roggenanteil, das Barriers eigenen Worten zufolge „beim Verkosten eine leichte Karamelnote bietet“, am besten passte. Typische Gerichte, zu denen er dieses herbe Brot anbot, waren Wildgerichte, Hase mit Senf (à la moutarde), Pökelfleisch mit Linsen, Rotwurst, Nieren, Kutteln, Schweinefleischgerichte oder Bœuf bourguignon. Aber auch zu Fisch mit kräftigem Eigengeschmack, zur Bouillabaisse, zur Brandade de morue, einem provencalischen Stockfischgericht mit Knoblauch, Oliven und Sahne, zu einem Löwenzahnsalat mit Speck sowie zu kräftigen Käsesorten wie dem Münsterkäse, blauem Käse oder Ziegenkäse reichte er dieses Brot. Dazu empfahl er seinen Gästen einen kräftigen Rotwein aus dem Burgund oder von den Côtes du Rhône.
Zu zarteren Käsesorten, beispielsweise zu Ziegen-Frischkäse, servierte er das Pain du jour und empfahl dazu einen Weißwein mit nicht zu kräftigem Eigenaroma. Von kräftigen Weißweinen wie den Sauvignon riet er ab und empfahl stattdessen einen Vouvray oder einen Montlouis. Zu blauem Käse wie dem Roquefort und dem Bleu de Bresse kam, als Alternative zu dem oben beschriebenen herben Brot, ebenfalls sein helles Brot in Frage, in Verbindung mit einem Süßwein, beispielsweise einem Sauternes, einem Vouvray moëlleux oder einem Monbazillac.